# Cylichnina girardi
Cylichnina girardi is een slakkensoort uit de familie van de Retusidae. De wetenschappelijke naam van de soort is voor het eerst geldig gepubliceerd in 1826 door Audouin.